# Czarnica
Czarnica (kaszub. Czôrnice, niem. Scharnitz) – osada w Polsce położona na Pojezierzu Bytowskim, w województwie pomorskim, w powiecie bytowskim, w gminie Miastko.
W latach 1975–1998 miejscowość administracyjnie należała do województwa słupskiego.
Wieś stanowi sołectwo gminy Miastko.

## Historia
Dawniej wieś, obecnie osada, notowana w dokumentach od XVI wieku. Zgermanizowana pod nazwą „Scharnitz”, pod taką nazwą występuje w roku 1618. W roku 1951 już Czarnica.